# セシル・リーチ
シャルロット・セシリア・ピトケアン・リーチ（Charlotte Cecilia Pitcairn Leitch、1891年4月13日 - 1977年9月16日）は、英国人アマチュア女子ゴルファー。英国カンバーランドのシロスで、地元の医師の娘として生まれ、ゴルフに秀でた3姉妹の一人であった。リーチは12個の国内タイトルを獲得したほか、フレンチ女子アマに5回、カナディアン女子アマに1回優勝した。

## 生い立ち
1891年4月13日、英国カンバーランド、シロスのモニメイルで、医師で植物学者のジョン・リーチ (1849 - 1896) とキャサリン・エディス・レッドフォード (1858 - 1937) の間に7人兄弟の6番目として出生。家庭とカーライル女子高校 (Carlisle Girls' High School) で教育を受けた。幼いころからゴルフに親しみ、ともに熱心なゴルファーだった姉妹とともにシロスオンソルウェイゴルフクラブ (SILLOTH ON SOLWAY GOLF CLUB) でプレーした。

## 成績

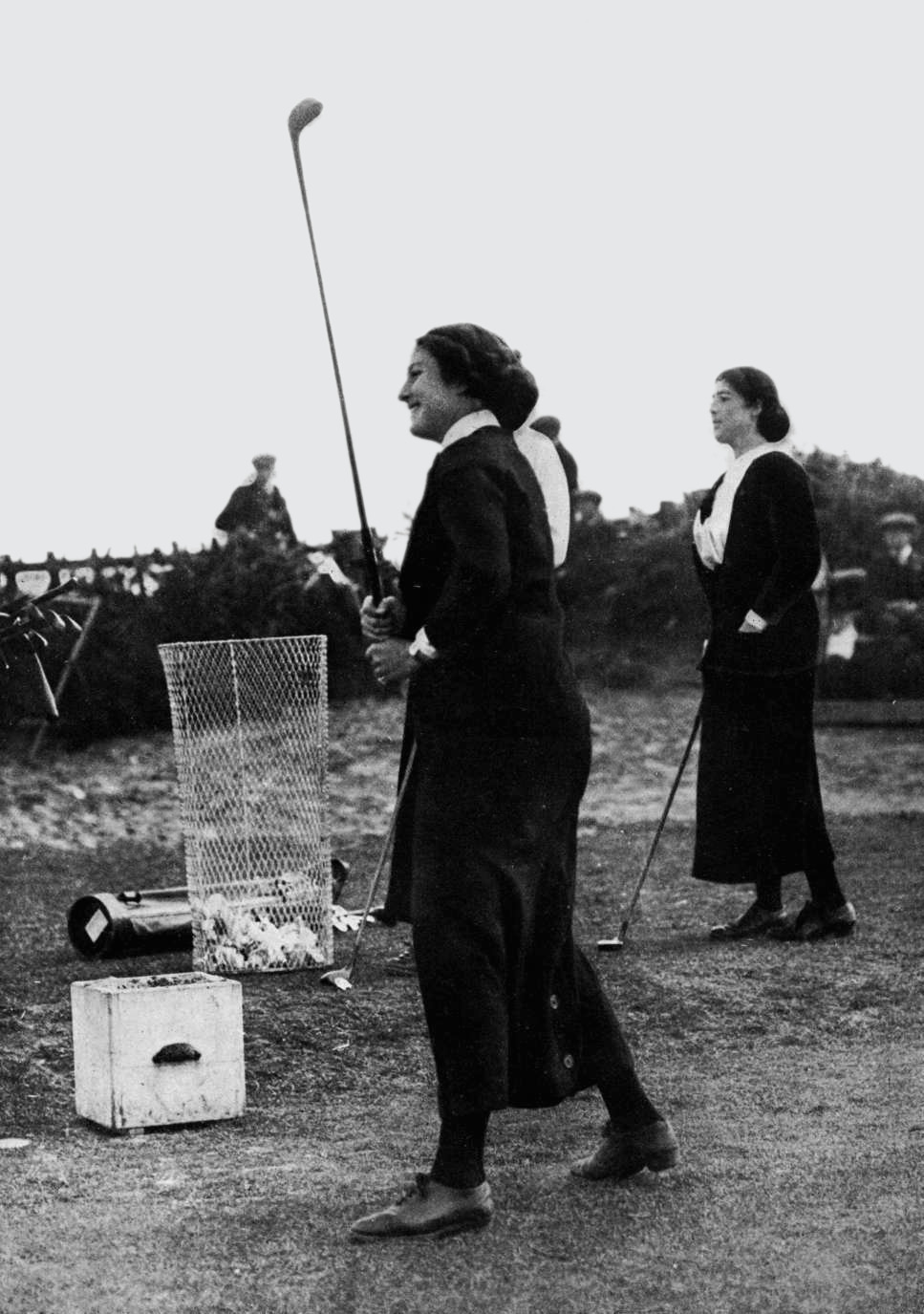
リーチ、姉と一緒に、 c. 1912

1914年の全英女子アマチュア選手権で、ミュリエル・ドッド (Muriel Dodd) に勝ってこの大会の初優勝を飾った。翌年から5年間は第一次世界大戦のため大会が開催されなかったが、戦後の再開第1戦でも優勝、さらに翌年も優勝して3連覇。生涯で6回決勝まで進み、1926年にはジョイス・ウェザードに並ぶ全英女子アマ4勝目を達成した。ゴルフはシロスクラブのヘッドプロであるトーマス・レヌーフからレッスンを受けた。

## 晩年
リーチは国内タイトル12回、フレンチ女子アマを5回、カナディアン女子アマに1回の優勝実績で引退した 。2冊の著書を残した。1冊目の『Golf』は1922年にフィラデルフィアとロンドンで J. B. Lippincott & Co. から、2冊目の『Golf Simplified』は1924年にロンドンでソントン・バターワースから出版された。

## 死
1977年9月16日にロンドンの自宅で死去。